# Nembra
Nembra es una parroquia del concejo asturiano de Aller, en España.
En sus 22,2 km² habitan un total de 386 personas (2011). 
La parroquia limita al este con Murias, al oeste con Moreda, al norte con Piñeres, y al sur con el concejo de Lena.
El patrón de la parroquia de Nembra es Santiago Apóstol, del cual viene el nombre de la Iglesia
de la Parroquia, situada en "El Campu de Nembra".
La Fiesta de Nembra es el "Corpus Christi", que normalmente se celebra entre los meses de mayo-junio, siendo típico, en este día, degustar el panchón.

## Entidades de población
Localidades que forman parte de la parroquia:
- Arnizo
- Cabanón (El Cabanón)
- Cabo (Cao)
- La Campueta
- La Carrera
- La Corralada (La Corralá)
- Enfistiella (La Fistiel.la)
- Fresnadiello (Fresnadiel.lo)
- Fureras (Les Fureres)
- Los Heros (Los Eros)
- Huertomuro (Güertomuro)
- Omedal (L'Omeal)
- Perasente
- Posadorio (El Pasaúriu)
- Pumardongo
- Rueda (Ruea)
- San Miguel (Samiguel)
- Los Tornos

## Webgrafía
1. ↑  Worldpostalcodes.org, código postal n.º 33677.
2. ↑  «Determinación de los topónimos oficiales del concejo de Aller.». Consultado el 20 de agosto de 2021.